# خيرولف الأول من فريزيا
خيرولف الأول من فريزيا، أيضاً خيرولف الأكبر، (توفى بعد 865) كان أول كونت لفريزيا (هولندا). تم حرمانه في البداية لمعارضة الإمبراطور لويس الأول، ثم استعاد أرضه في عام 839.